# ДримбаДаДзиґа
ДримбаДаДзиґа — український етно-рок гурт, заснований у 2006 році в місті Київ. Творчість гурту поєднує багато стилів та напрямів музики, зокрема етнічні мотиви, рок, панк, ска, хардкор та ін.

## Історія
Гурт створено у 2006 році у місті Києві, за ініціативи бас-гітариста Олександра Новіченка. Учасники колективу музиканти з різних проєкт, яких об’єднала спільна ідея створення гурту з новим, потужним, креативним саундом.
За час свого існування «ДДД» відвідала велику кількість вітчизняних, та європейських фестивалів, таких як, «Країна мрій», «Славське Rock», «Підкамінь», «Трипільське коло», «Przystaneck Woodstock», «Piknik Reggae», «Україна-Грузія,два серця-одна душа!», та багато інших, де показала «сучасну» версію українського фольклору.
У 2008 році вийшов перший диск групи «Славське Rock 2007 Live».Платівка була записана прямо на фестивалі й тому зберегла в собі неповторну енергетику живого виступу.
2010 рік для гурту відзначається певними досягненнями. Так у травні виходить перший студійний диск «ОГОооо!!!», над яким музиканти працювали багато часу, намагаючись отримати бажаний результат. І ця робота не минула даремно, платівка набула багато теплих відгуків від слухачів, професійних музикантів, та музичних критиків.
2014 рік відзначився для гурту виходом альбому під назвою «Муха». Цей набуток був записаний оновленим складом гурту. Нові музиканти привнесли нове звучання у саунд гурту, але стилістика, яка присутня ДДД була збережена.
За час свого існування склад музикантів гурту ДримбаДаДзига мав періодичні зміни. Це все були дуже яскраві музиканти, які подарували слухачам дійсно цікаві і якісні пісенні добутки. 
Серед них вокалістка Інна Прокопчук, барабанщик Віталій Єрмак, гітарист Сергій Хіцун, трубач Сергій Соловій, барабанщик Віктор Корженко, вокалістка Ольга Троян.

## Склад гурту
- Анастасія Ткаченко — вокал
- Ольга Троян — вокал
- Олександр Новіченко — бас-гітара
- Артем Лейсман — труба, бек-вокал
- Артем Сидоренко — барабани
- Олексій Кльонкін — гітара

## Дискографія
- 2008 — «Славське-rock 2007 (Live)»
- 2010 — «ОГОооо!!!»
- 2014 — «МУХА»

## Кліпи
- Колгосп https://www.youtube.com/watch?v=AxQu8Zq [Архівовано 9 липня 2021 у Wayback Machine.]
- Промо 2019 https://www.youtube.com/watch?v=Pj1_9_7L03I
- Холодна водиця  [Архівовано 17 травня 2014 у Wayback Machine.]
- Муха  [Архівовано 15 листопада 2015 у Wayback Machine.]
- Море
- Гурт DrymbaDaDzyga  Live | Виступ на фестивалі Ше.Fest у Моринцях | 2016 (ВІДЕО)